# Bathanthidium
Bathanthidium é um género de abelhas pertencente à família Megachilidae. As espécies deste género podem ser encontradas no sudeste da Ásia.

## Espécies
- Bathanthidium atriceps (Morawitz, 1890)
- Bathanthidium barkamense (Wu, 1986)
- Bathanthidium bicolor (Wu, 2004)
- Bathanthidium bifoveolatum (Alfken, 1937)
- Bathanthidium binghami (Friese, 1901)
- Bathanthidium circinatum (Wu, 2004)
- Bathanthidium concavum (Wu, 1962)
- Bathanthidium emeiense Wu, 2004
- Bathanthidium fengkaiense Niu & Zhu, 2019
- Bathanthidium hainanense Niu, Wu & Zhu, 2012
- Bathanthidium malaisei (Popov, 1941)
- Bathanthidium moganshanense (Wu, 2004)
- Bathanthidium rubopunctatum (Wu, 1993)
- Bathanthidium sibiricum (Eversmann, 1852)